# Copa Tarjeta Línea Propia de Telefónica CTC Chile 2001
La Copa Tarjeta Línea Propia de Telefónica CTC Chile 2001 fue una competencia amistosa de fútbol disputada dos veces en ese año entre Universidad Católica y Colo-Colo. El primer trofeo se puso en juego el 20 de abril en la ciudad de Calera y el segundo tuvo como escenario la ciudad de San Felipe el 3 de septiembre.
Ambas ediciones fueron ganadas por Universidad Católica.

## Equipos participantes
- Colo-Colo
- Universidad Católica

## Primera edición
Este partido fue el primero en el cual Sebastián Rozental enfrentaba a Universidad Católica vistiendo la camiseta de Colo-Colo. Tras derrotar a su adversario por 2-1, el primer título de la Copa Tarjeta Línea Propia de Telefónica CTC Chile 2001 fue para Católica.
| Copa Tarjeta Línea Propia de Telefónica CTC Chile 2001 I edición; 20 de abril de 2001 | Colo-Colo    | 1:2 (0:1) | Universidad Católica     | Estadio Municipal Nicolás Chahuán Nazar, La Calera (Chile) |                                |
|                                                                                       | Rozental 64' |           | Díaz 27' · Mirosevic 55' | Asistencia: 8.464 espectadores                             | Asistencia: 8.464 espectadores |

### Campeón
| Campeón Universidad Católica |

## Segunda edición
La segunda edición, oficialmente denominada II Copa Tarjeta Línea Propia de Telefónica CTC Chile, se llevó a cabo mientras la selección chilena preparaba su duelo ante Venezuela en Santiago por las clasificatorias al Mundial de Fútbol de 2002.
Luego de empatar 1-1 en el tiempo reglamentario e imponerse 5-4 en definición por penales, Universidad Católica obtuvo nuevamente el trofeo.
| Copa Tarjeta Línea Propia de Telefónica CTC Chile 2001 II edición; 3 de septiembre de 2001 | Colo-Colo | 1:1 (0:1) (4:5 p.) | Universidad Católica | Estadio Municipal de San Felipe, San Felipe (Chile) |  |
|                                                                                            | Leal 63'  |                    | Núñez 45'            |                                                     |  |

### Campeón
| Campeón Universidad Católica |